# Mjällby landskommun
Mjällby landskommun var en tidigare kommun i Blekinge län.

## Administrativ historik
När 1862 års kommunalförordningar började gälla inrättades över hela landet cirka 2 400 landskommuner, de flesta bestående av en socken. Därutöver fanns 89 städer och 8 köpingar, som då blev egna kommuner.
Denna kommun bildades i Mjällby socken i Listers härad i Blekinge. Centrum för kommunen, med kommunalhus, var nuvarande Mjällby skola. 
Kommunreformen 1952 påverkade inte Mjällby kommun, vilken kvarstod som egen kommun fram till 1971 då den genom sammanläggning förenades med Sölvesborgs kommun.
Kommunkoden 1952–70 var 1020.

### Kyrklig tillhörighet
I kyrkligt hänseende tillhörde kommunen Mjällby församling.

## Kommunvapen
Blasonering: I fält av silver ett grönt potatisstånd med blå blommor med ståndare och potatisar av guld och däröver en grön ginstam belagd med en fisk av silver med röd beväring.
Kommunvapnet fastställdes av Kungl. Maj:t år 1943. Vapnet symboliserar potatisodlingen och fiskerinäringen i kommunen.

## Geografi
Mjällby landskommun omfattade den 1 januari 1952 en areal av 77,52 km², varav 77,39 km² land.

### Tätorter i kommunen 1960
| Tätort    | Folkmängd |
| --------- | --------- |
| Mjällby   | 694       |
| Hörvik    | 593       |
| Hällevik  | 566       |
| Nogersund | 462       |
| Lörby     | 303       |
| Hanö      | 217       |

Tätortsgraden i kommunen var den 1 november 1960 50,4 procent.

## Politik

### Mandatfördelning i valen 1938–1966
| 12 | 3 | 9 | 6 |

| 30 |

| 12 | 3 | 9 | 6 |

| 30 |

|  | 10 | 5 | 8 | 6 |

| 29 |

| 16 | 8 | 10 | 6 |

| 35 |

| 16 | 6 | 10 | 8 |

| 36 |

| 16 | 6 | 8 | 10 |

| 37 |

| 17 | 7 | 8 | 8 |

| 38 |

| 15 | 8 | 9 | 8 |

| 37 |